# Аїдинтепе (станція)
40°51′08″ пн. ш. 29°17′36″ сх. д. / 40.852220284895° пн. ш. 29.293197046705° сх. д.
Аїдинтепе (тур. Aydıntepe) — залізнична станція на лінії S-bahn Мармарай, що належить TCDD, розташована на анатолійській стороні Стамбула, у мікрорайоні Аїдинтепе району Тузла.
Конструкція — наземна відкрита з однією острівною платформою. 
Розташована на залізниці Стамбул-Анкара та була введена в експлуатацію 29 травня 1969 
, 
обслуговувала приміський поїзд B2 (Гайдарпаша — Гебзе) в 1969 — 2013 роках. 
Була закрита 

і перебудована і знову відкрита 12 березня 2019 року. 

## Пересадки
- Автобус: 130A, 130Ş, 130ŞT, 133T, 133Ş, 500T, KM10, KM12, KM13, MR61
- Маршрутки: мікрорайон Ахмет Есеві - Есеньяли

## Визначні місця поруч
- Порт Тузла

## Сервіс
| Попередня станція    | Лінія | Лінія    | Лінія | Наступна станція |
| -------------------- | ----- | -------- | ----- | ---------------- |
| Гюзельяли до Халкали |       | Мармарай |       | Ічмелер до Гебзе |